# Exili
Exili (eg. Nicolo Eggidi) var en italiensk giftexpert.   Han tjänstgjorde bland annat hos drottning Kristina av Sverige, för att skydda henne mot tänkbara förgiftare.
Han samarbetade med den tyske alkemisten Christope Glaser. 
1663 väckte hans närvaro i Frankrike den franska regeringens misstro; han arresterades i Aix-en-Provence och fängslades i Bastiljen där han hölls från 2 februari till 27 juni 1663. Där lärde han känna Godin de Sainte-Croix, som var älskare till Marie-Madeleine d'Aubray, markisinna av Brinvilliers, och lärde till denne ut sina kunskaper om gifter, bland annat Aqua Tofana. Han släpptes efter ingripande av mäktiga kontakter. 
Han nämns 1681 i Italien. 